# Апофения
Апофени́ята (от гръцки: ἀποφαίνω) е спонтанното възприемане на взаимни връзки между несвързани явления.
Терминът е въведен в 1958 г. от Клаус Конрад, който я определя като „немотивирано виждане за взаимовръзка, съпровождаща се с характерното чувство за неадекватна важност“ (анормално съзнание за значение).